# Lomographa prohypophaea
Lomographa prohypophaea är en fjärilsart som beskrevs av Eugen Wehrli 1936. Lomographa prohypophaea ingår i släktet Lomographa och familjen mätare. Inga underarter finns listade i Catalogue of Life.